# Park Narodowy Delta du Saloum
Park Narodowy Delta du Saloum (fr. Parc National du Delta du Saloum) – park narodowy w zachodnim Senegalu na północ od państwa Gambia, obejmujący 760 km² terenów lasów namorzynowych u wspólnego deltowego ujścia rzek Saloum i Sine do Oceanu Atlantyckiego. Park utworzono w 1976 roku, obecnie wpisany jest na listę rezerwatów biosfery. W 2011 roku obszar delty rzeki Saloum wpisany został na listę światowego dziedzictwa UNESCO.

## Historia
W 2011 roku podczas 35. sesji UNESCO w Paryżu Park Narodowy Delta du Saloum został wpisany na Listę Światowego Dziedzictwa.

## Fauna
Tereny parku zamieszkują rozliczne gatunki zwierząt. Spotyka się tu m.in. guźce, hieny cętkowane i buszboki. Do najczęstszych rodzajów ptaków należą flamingi, pelikany, czaple, mewy, rybitwy, rycyki i szablodzioby. Park jest też jednym z najważniejszych obszarów w Senegalu pod względem różnorodności gatunków ryb (ponad 114).